# Peyton Royce
Cassandra Lee McIntosh (Sídney, 10 de noviembre de 1992) es una luchadora profesional australiana. Se le conoce por haber trabajado bajo los nombres de Cassie Lee y Peyton Royce en Impact Wrestling y WWE respectivamente.
Entre sus logros destaca un reinado como Campeona por parejas de las Knockouts y uno como Campeona femenina en parejas de la WWE, ambos junto a Jessica McKay (con quien formó The IIconics/The IInspiration), estos últimos ganándolos en WrestleMania 35, el evento insignia de la empresa. Antes de su llegada a la WWE, Cassandra era conocida en el circuito independiente como KC Cassidy.

## Infancia
McIntosh nació en Sídney, New South Wales y más tarde se mudó a Melbourne, Victoria, y más tarde a Calgary, Alberta, Canadá con el fin de entrenar junto a Lance Storm. Antes de comenzar su entrenamiento, McIntosh destacó en baile. También asistió a la misma escuela secundaria que su compañera luchadora Jessie McKay. McIntosh comenzó viendo lucha cuando tenía 9 años y cita a Eddie Guerrero como su inspiración. Cassie tomó clases de modelaje en Austrailia para formar parte de la WWE.

## Carrera

### Circuito independiente (2009-2015)
En 2009, el 28 de febrero, McIntosh hizo su debut en lucha libre profesional para Pro Wrestling Women's Alliance como KC Cassidy haciendo equipo con Robbie Eagles en un mixed-tag-team match, derrotando a Madison Eagles y Mike Valuable. Para el siguiente año con la promoción, Cassidy negocio victoria con Jessie McKay en combates individuales incluyendo una derrota durante un combate por el PWWA championship. El 7 de enero, del 2011, McIntosh infructuosamente reto a Madison Eagles por el campeonato. Cassidy hizo dos apariciones para Shimmer Women Athletes como compañera de equipo para Bambi Hall. Cassidy originalmente sería la compañera para Su Yung durante un evento de Shine Wrestling pero se convirtió en el oponente reemplazante para Rhia O'Reilly. También apareció para las promociones Pro Wrestling Alliance Australia, New Horizons Pro Wrestling, Melbourne City Wrestling y River City Wrestling.

### WWE

#### NXT (2015-2018)

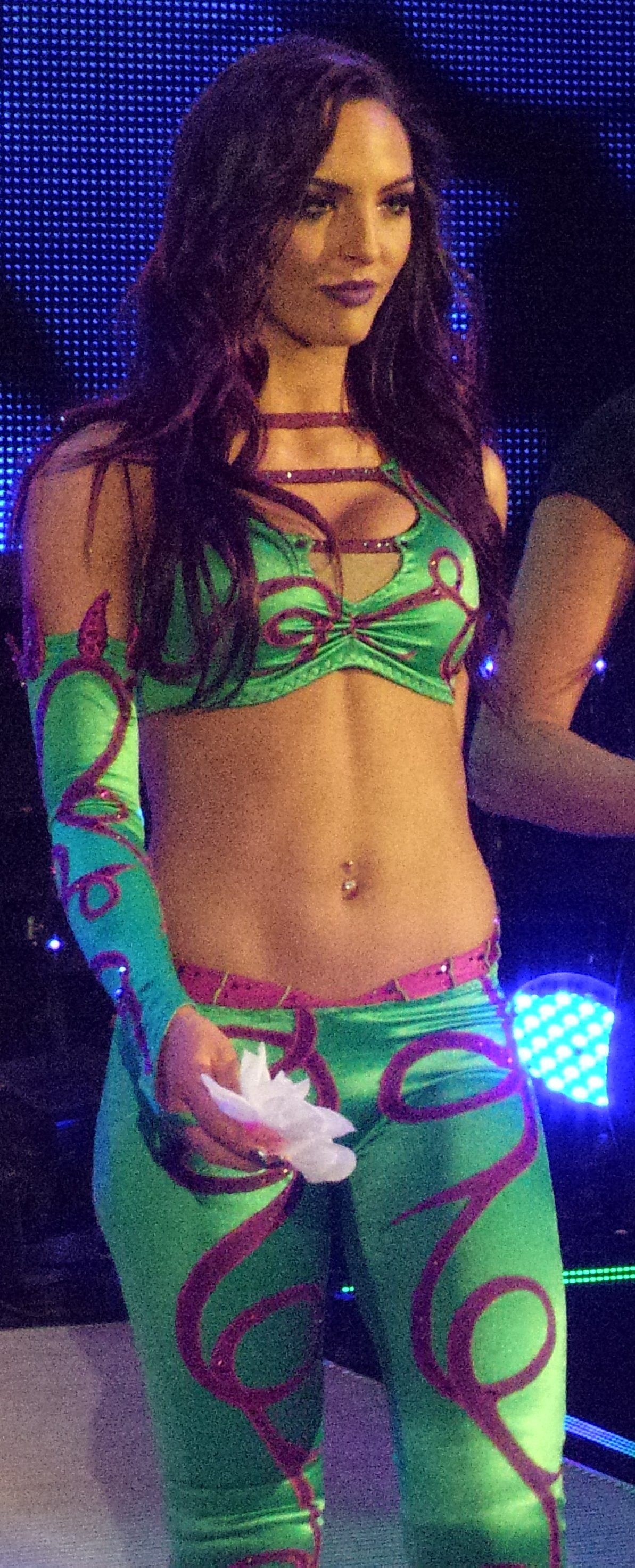
Royce en 2017.

Cassie recibió un contrato de WWE durante la gira por Australia de la empresa. 
McIntosh tuvo su lucha debut contra Sasha Banks, misma donde salió derrotada. El 9 de septiembre, McIntosh fue rebautizada como Peyton Royce, enfrentando a Carmella y siendo derrotada. En las grabaciones de NXT para el día 13 de enero. Royce participó en una Batalla Real donde se elegiría a la contendiente #1 por el Campeonato Femenino de la NXT en el cual junto con Billie Kay fueron eliminadas por Asuka.
A lo largo de los meses de febrero hasta septiembre luchó pocas veces y en todas perdiendo, su primera victoria televisada fue en contra de Danielle Kamella el 5 de octubre en compañía de Billie Kay, durante la gira en Australia de NXT junto con Kay derrotaron a Liv Morgan y Aliyah. Royce junto con Kay se establecieron como un tag team heel, autodenominándose The Iconic Duo, y empezaron a insinuar que irían por el Campeonato Femenil de NXT en contra de Asuka en el cual las llevó a enfrentarse en una lucha de cuatro esquinas contra Nikki Cross y Asuka en NXT TakeOver: San Antonio en el cual Royce junto con Kay y Cross salieron derrotadas. El 22 de febrero en NXT venció a Ember Moon y Liv Morgan en una triple amenaza para ser la retadora al título femenino de Asuka, sin embargo cuando la enfrentó salió derrotada. Posteriormente calificó al derrotar a Liv Morgan y Nikki Cross, para ser contendiente al campeonato femenino de NXT después de que Asuka lo dejara vacante, Royce enfrentaría a Ember Moon, Kairi Sane y Nikki Cross en NXT TakeOver: WarGames el 18 de noviembre, sin embargo salió derrotada.
El 9 de marzo de 2018, después de unas semanas inactiva hizo su regreso en un evento en vivo de NXT, donde junto a Billie Kay enfrentó a Candice LeRae y Kairi Sane, sin embargo salió derrotada.

#### The IIconics (2018-2020)

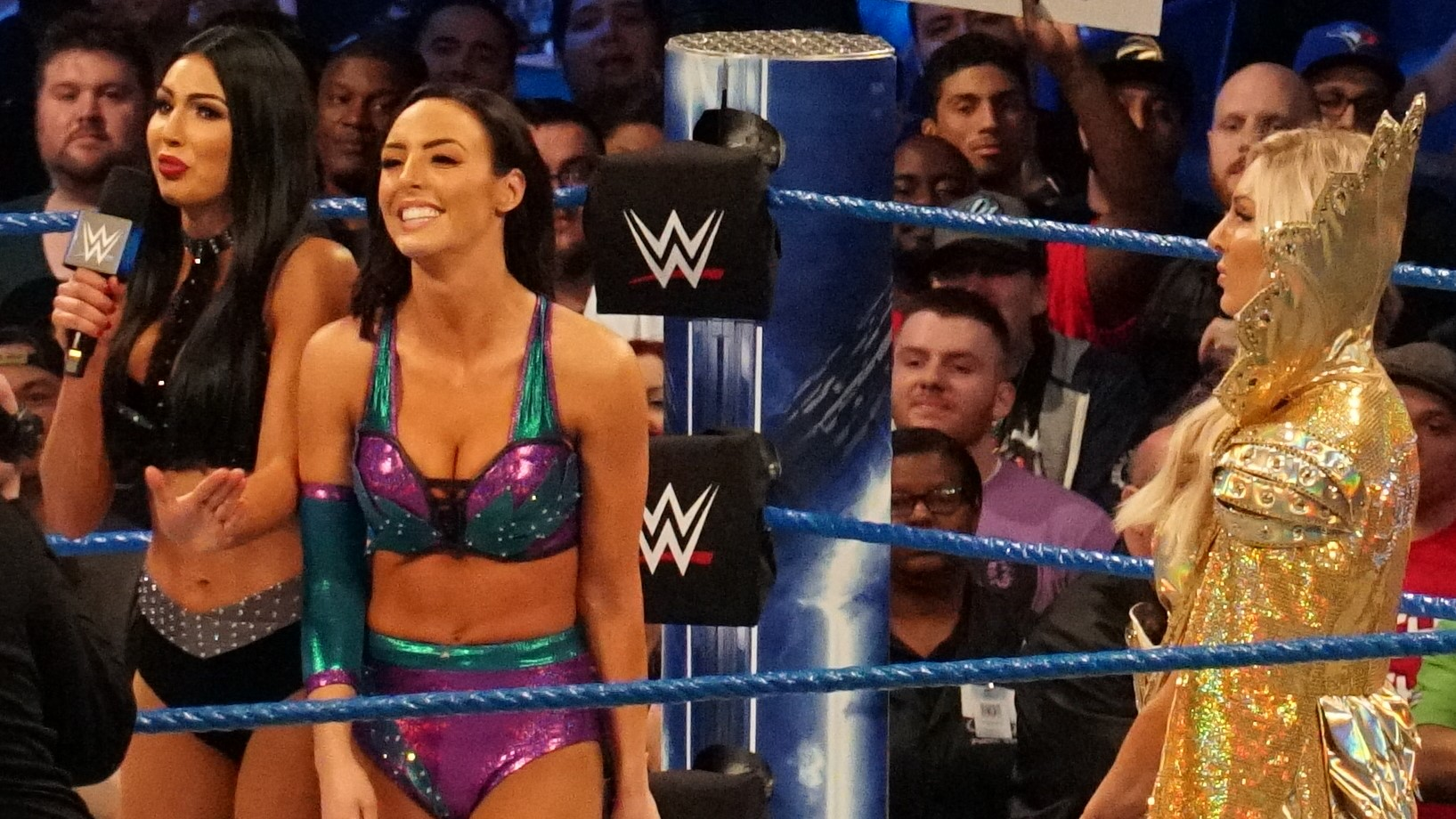
The IIconics junto a Charlotte Flair en 2018. Este fue el episodio de SmackDown en el que ambas debutaron para el roster principal.

El 8 de abril en WrestleMania 34, Royce hizo su debut en el Main Roster siendo partícipe del primer WrestleMania Women's Battle Royal, sin embargo fue eliminada por Sarah Logan.
Dos días después, Royce acompañada de Billie Kay se une a SmackDown Live!, debutando el 10 de abril siendo re-bautizadas como The IIconics. El dúo interrumpió a Charlotte Flair mientras realizaba su promo sobre su combate en WrestleMania 34. Kay y Royce procedieron atacándola, para así luego del ataque permitir a Carmella cobrar su contrato de Money in the Bank y derrotar a Charlotte para ganar el Campeonato Femenino de SmackDown.
Su lucha debut se llevaría a cabo el 24 de abril, donde junto a Billie derrotaría a Becky Lynch y Asuka.
El 8 de mayo en SmackDown Live!, Royce fue partícipe de una de las luchas de clasificación para el Money in the Bank femenino, sin embargo fue derrotada por Charlotte, quedando fuera de dicha lucha. El 4 de septiembre en SmackDown Live!, después de que por semanas Royce y Kay atacaran a Naomi, Asuka salió a rescatarla para dar inicio una rivalidad entre las cuatro que culminaría el 6 de octubre en WWE Super Show-Down, con la victoria de Peyton y Billie. Posteriormente participó en el Battle Royal de WWE Evolution, donde fue eliminada al inicio de la lucha por Michelle McCool, Alundra Blayze, Ivory, Molly Holly, Torrie Wilson, Kelly Kelly y Maria Kanellis. El 27 de enero de 2019, Royce participó en el Royal Rumble femenino como la #8 logrando eliminar a Nikki Cross, sin embargo al poco tiempo fue eliminada por Lacey Evans junto a Billie.
El martes siguiente en SmackDown Live!, se anunció que Royce y Kay enfrentarían a The Boss 'n' Hug Connection (Sasha Banks y Bayley), Nia Jax y Tamina, Mandy Rose y Sonya Deville y a The Riott Squad (Liv Morgan y Sarah Logan) en una Elimination Chamber en el PPV homónimo,  para definir a las campeonas inaugurales de los Campeonatos femeninos en pareja de la WWE, encuentro en el que no consiguieron llevarse la victoria. El 19 de marzo en Smackdown derrotaron a las Campeonas Femeninas en Pareja de la WWE The Boss 'n' Hug Connection(Sasha Banks & Bayley, dándoles una oportunidad por los Campeonatos Femeninos en Pareja de la WWE en la Fatal-4 Way Match contra The Divas of Doom (Beth Phoenix y Natalya), Tamina y Nia Jax y  las campeonas femeninas en pareja, The Boss 'n' Hug Connection(Sasha Banks y Bayley), en Wrestlemania 35, donde lograron obtener por primera vez dichas preseas. Para el SmackDown-post WrestleMania defendieron con éxito por primera vez los campeonatos ante The Brooklyn Belles. A lo largo de abril las IIconics mantuvieron una rivalidad con Las Kabuki Warriors y su mánager, Paige. En julio en un evento en vivo desde Japón, Royce y Kay fueron derrotadas por las niponas,  por lo cual éstas recibieron una oportunidad titular para el 16 de julio, Royce y Kay salieron derrotadas vía descalificación, logrando retener. Durante las siguientes semanas estuvieron evitando cualquier combate que involucrara el defender los campeonatos, y al final perderían los títulos en el Raw del 5 del agosto en una Fatal-4 Way Elimination Match contra The Kabuki Warriors (Asuka y Kairi Sane), Fire & Desire (Mandy Rose y Sonya Deville) y Alexa Bliss y Nikki Cross, siendo las primeras eliminadas. En el Kick-Off de SummerSlam tuvieron su revancha titular ante Bliss y Cross, sin embargo salieron derrotadas.
El dúo no tuvo mayor relevancia saliendo derrotadas en gran cantidad de ocasiones por diversas luchadoras, ambas dejaron de aparecer en la programación o  las giras a finales del año. The IIconics regresaron finalmente el 11 de mayo de 2020 en Raw, interrumpiendo el segmento de "Moment of Bliss" de las campeonas femeninas en pareja, Alexa Bliss y Nikki Cross, a quienes derrotaron después de haberse pactado una lucha. Retandolas en numerosas ocasiones durante el verano a luchas titulares, saliendo derrotadas en todas ellas. The IIconics empezaron un feudo con Ruby Riott haciendo burla de su aspecto físico y el hecho de que ya no tenía amigos. Tras una racha de victorias de Kay y Royce sobre Riott. En Payback, The IIconics fueron derrotadas por Riott y su compañera Liv Morgan, con quién se había reunido después de la disolución del Riott Squad. La siguiente noche en Raw, The IIconics fueron obligadas a disolverse después de ser derrotadas por Riott y Morgan en una lucha por estipulación.

#### Carrera en solitario (2020-2021)
El 12 de octubre como parte del WWE Draft, Peyton permaneció en Raw, mientras que su excompañera Billie fue enviada a SmackDown. Royce sería puesta como estrella en solitario en la marca roja, sin embargo, estuvo envuelta en algunos ángulos que la involucraron con Lacey Evans como su nueva compañera de equipo, pues sus planes originales fueron desechados cuando Paul Heyman dejó de dirigir Raw. A raíz de esto el 8 de marzo en "Raw Talk", Peyton decidió cortar una promo hablando fuera de su personaje, demandando una oportunidad contra la Campeona Femenina de Raw en ese entonces, Asuka, además de recalcar el mal manejo que llevó su personaje, haciéndole perder el tiempo. Dos semanas después, Royce recibió su lucha contra Asuka,  saliendo derrotada en lo que fue su última aparición dentro de la empresa.
El 15 de abril de 2021, Cassandra fue liberada de su contrato con WWE.

### Impact Wrestling (2021-2022)
Después de que Cassandra y Jessica (Billie Kay) fueran despedidas de WWE, dieron a conocer en su podcast, Off Her Chops, que ambas regresarían juntas a la escena independiente como The IInspiration, cambiando sus nombres a Cassie Lee y Jessie McKay ya que WWE posee los derechos de autor sobre los nombres que las dieron a conocer en dicha empresa. Meses después, anunciaron The IInspiration Tour, gira donde se presentarían en diversas promociones y convenciones de lucha libre antes de firmar contrato de exclusividad con cualquier otra empresa.
En Knockouts Knockdown el 9 de octubre de 2021, se anunció que The IInspiration haría su debut para Impact Wrestling en Bound for Glory. En dicho evento, Jessie y Cassie lograron capturar por primera vez en sus carreras las preseas por parejas después de derrotar a las representantes de Decay, Rosemary y Havok. Teniendo su primera defensa titular el 20 de noviembre en Turning Point ante la misma dupla, reteniendo exitosamente. El 5 de marzo del 2022 en Sacrifice, Lee y McKay fueron derrotadas por The Influence (Madison Rayne y Tenille Dashwood), perdiendo los campeonatos e iniciando una rivalidad que las hizo cambiar a Face por primera vez en años. 
El 27 de abril de 2022, Cassandra y Jessica solicitaron su liberación inmediata de Impact Wrestling, dándolo a conocer mediante sus cuentas de Twitter.

## Vida personal
McIntosh está casada con el luchador Shawn Spears desde agosto de 2019, el 17 de enero del 2023, dieron la bienvenida a su hijo Austin Jay Arneill. y el 24 de diciembre de 2023, anunciaron que están esperando a su segundo hijo.

## Otros medios
En septiembre de 2017 se confirmó que Royce formaría parte del videojuego WWE 2K18, siendo este su debut en los videojuegos. Posteriormente hizo su debut en WWE SuperCard como parte de los debuts de la cuarta temporada. En septiembre del 2018 Royce apareció en el videojuego WWE 2K19 como personaje jugable. En la entrega del siguiente año, en el videojuego WWE 2K20 apareció nuevamente en una entrega, siendo su tercera vez consecutiva dentro de la franquicia.

## Campeonatos y logros
- Impact Wrestling
  - Impact Knockouts Tag Team Championship (1 vez) – Jessie McKay

- Melbourne City Wrestling
  - Vera and Jenny Memorial Cup (2014)[21][22]

- Prairie Wrestling Alliance
  - PWA Women's Championship (1 vez)[7]

- World Wrestling Enternamient/WWE
  - WWE Women's Tag Team Championship (1 vez) – con Billie Kay
  - NXT Year–End Award (1 vez)
    - Breakout of the Year (2016)[23] – con Billie Kay

- Pro Wrestling Illustrated
  - Situada en el N°92 en el PWI Female 100 en 2018
  - Situada en el Nº49 en el PWI Female 100 en 2019.
  - Situada en el Nº57 en el PWI Female 100 en 2020.